# グレゴール・パウル
グレゴール・パウル（Gregor Szimion Paul、1947年7月22日、マグデブルク生まれ）はドイツの哲学者である。カールスルーエ工科大学で哲学の員外教授を務める。中国名として「保羅」（簡体字: 保罗）を用いることもある。専門は論理学の哲学、知識論、科学哲学、美学、人権、比較哲学など。
比較哲学の分野では、特に中国哲学や日本思想に関する研究で卓越した研究成果をあげてきた。ドイツ中国学会（Deutsche China-Gesellschaft）の会長を務め、現在は名誉会長である。パウルは、論理学の矛盾律や同一律のような普遍妥当的な法則に従うもののみが哲学として認められる、という観点から、日本の哲学についても仏教論理学（因明）の伝統を哲学として高く評価し（Paul, 1993）、平安時代の護命の因明についての研究書を著している（Paul, 2015）。それに対して「日本で大きな影響を与えた『法華経』やその系譜に立つ天台などの思想の評価は低い」ことについて、末木文美士は「そのような「哲学」概念はあまりに狹く、日本思想を理解する上で、必ずしも適切と言えないであろう」と述べる。
またパウルは、間文化哲学のための「16のルール」を提唱している（間文化哲学#グレゴール・パウルの間文化哲学のための基本ルールを参照）。

## 略歴
1966年から1971年まで、テュービンゲン大学、ハイデルベルク大学、マンハイム大学で哲学、ドイツ学、数学を学び、1969/70年に数学の国家試験（de:Staatsexamen）、1970/71年に哲学とドイツ学の国家試験に合格した。de:Bismarck-Gymnasium Karlsruhe（1971-79年）を含む8年間の中等学校教師を経て、1976年にマンハイム大学で哲学の博士号を取得した。
その後、1979年から1985年まで、ドイツ学術交流会（DAAD）の講師として熊本大学でドイツ語・ドイツ文学を教えた。1983年にカールスルーエ工科大学で哲学の大学教授資格を取得後、同大学で私講師として教鞭をとった（1985年〜1993年）。その間、大阪市立大学助教授も務めた（1988年〜1993年）。1993年、カールスルーエ工科大学員外教授に就任した。

## 主な著作
グレゴール・パウルの著作およびグレゴール・パウルを主題とする文献 - ドイツ国立図書館の蔵書目録（ドイツ語）より。
- Asien und Europa - Philosophien im Vergleich. Frankfurt am Main: Diesterweg, 1984. ISBN 3425055550
- Der Mythos von der modernen Kunst und die Frage nach der Beschaffenheit einer zeitgemässen Ästhetik. Stuttgart: Steiner-Verlag-Wiesbaden-GmbH, 1985. ISBN 3515042326
- Die Aktualität der klassischen chinesischen Philosophie. München: Iudicium, 1987. ISBN 3891294204
- Mythos, Philosophie und Rationalität. Frankfurt am Main: Lang, 1988. ISBN 3820495967
- Aspects of Confucianism: A study of the relationship between rationality and humaneness. Frankfurt am Main: Lang, 1990. ISBN 3820495983
- Philosophie in Japan: von den Anfängen bis zur Heian-Zeit : eine kritische Untersuchung. München: Iudicium, 1993. ISBN 3891294263
- Humanität, Interkulturalität und Menschenrecht. Frankfurt am Main: Lang, 2001. ISBN 3631361513
- Die Logik des buddhistischen Scholastikers Gomyō 護命 (750-834) München: Iudicium Verlag GmbH, 2015. ISBN 9783862053384
- Philosophie und Literatur in der Geschichte Japans : transkulturelle Studien unter besonderer Berücksichtigung "indischer", "chinesischer" und "westlicher" Einflüsse auf die Geschichte Japans. Bochum: Projektverlag, 2018. ISBN 9783897334618